# Daniel Künzi
Pour les articles homonymes, voir Thomas Künzi et André Künzi.
Daniel Künzi, né le 11 octobre 1958 à La Chaux-de-Fonds, est un cinéaste documentariste, scénariste et producteur de cinéma indépendant suisse. 
Il est connu pour son engagement politique de gauche et son intérêt particulier pour les thèmes progressistes et révolutionnaires.

## Biographie

### Jeunesse et formation
Daniel Künzi naît le 11 octobre 1958 à La Chaux-de-Fonds, dans le canton de Neuchâtel.
Après des études d'électronicien au Locle, il s'installe à Genève où il obtient un certificat d’études pédagogiques qui lui permet d'enseigner au niveau secondaire.
Il travaille d'abord à la Radio suisse romande, pour laquelle il produit des documentaires radiophoniques,, puis devient producteur et réalisateur de films documentaires.

### Carrière cinématographique et dans les médias

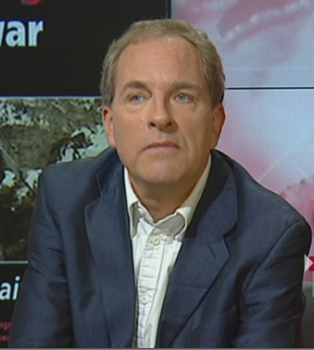
Daniel Künzi en août 2015.

Dans ses films, il a documenté l'engagement des Suisses dans la résistance française et dans la Légion étrangère et leur lutte contre les pesticides. D'autres documentaires portent sur la déportation dans les goulag soviétiques, sur la paysannerie suisse et sur les mesures répressives pendant la pandémie de Covid-19.
Il a rédigé quelques articles pour le journal Le Courrier.

## Parcours politique
Il est conseiller municipal (législatif) de la ville de Genève, au sein de l'Alliance de gauche/Solidarité, à partir du 16 mars 1999. Il se déclare « trotskiste, profondément libertaire ».
En 2021, il prend part à Genève à une manifestation contre la loi Covid-19 adoptée peu avant par le Parlement suisse,.

## Œuvres

### Films documentaires
- 1995 : Ignace Reiss, vie et mort d'un révolutionnaire, 53 minutes, TVSR, TVSI, Planète.

Primé par le DIP à Genève et par le Festival international SVET en Ukraine
- 1998 : Yvonne Bovard, déportée en Sibérie, 61 minutes, TVSI, SF, TVSR, Planète Pologne, France, Italie, Allemagne.

Prix spécial du jury au Festival international du film de Moscou, 1998. Avec Marthe Keller en version allemande.
- 2000 : Aimée S. emprisonnée en 1945, 16 minutes.

Présenté aux Journées cinématographiques de Soleure et à la Berlinale de 2000 ainsi qu'à la Comédie de Genève.
Prix au Festival international du film de Thessalonique 2004.
- 2000 : Porto Alegre, Ensemble le rêve devient réalité, 32 minutes.

En compétition à la Berlinale de 2000.
- 2000 : Un Suisse à part, 61 minutes, scénario de Gilles Perrault. Documentaire consacré à Georges-Henri Pointet et d'autres Suisses qui ont combattu pour les Forces françaises libres[16],[17]
- 2000 : Else's Reise nach Moskau (2000).

Diffusion août 2000, SF1 et Sat 3, production SF.
- 2001 : Le sommeil est le ciel du pauvre (2001), 15 minutes.

(Der Schlaf ist der Himmel der Armen (2001) 11 minutes, titre anglais: Sleep Is the Sky of the Poors).
En compétition à la Berlinale de 2001.
- 2002 : Dette, accusés, levez-vous, 32 minutes.
- 2002 : La Suisse et la guerre d'Espagne, 63 minutes.

Journées de Soleure (Solothurner Filmtage).
- 2003 : Des Suisses à l'aventure, 63 minutes, scénario Gilles Perrault.

Primé au Festival international du film de Thessalonique.
- 2004 : Après le Goulag, 53 minutes.

Primé au Festival international du film d'Athènes.
- 2006 : Missions chez Tito, 53 minutes.

En compétition au Festival international du film de Moscou
- 2007 : La Boillat vivra !, 80 minutes.
- 2008 : Anarchisme mode d'emploi, 63 minutes[18].

Primé au Festival Law and Society de Moscou
- 2008 : C'était mon rêve, 66 minutes.

En compétition au festival Madrid-Glasgow-Mar del Plata (Argentine)-Mosco
Primé en catégorie montage au Festival de fiction et documentaire de San Francisco. 
- 2010 : Bach rencontre Buxtehude, avec Marthe Keller et Francesco Tristano, 62 minutes[20]
- 2013 : C'était la guerre (Les légionnaires suisses), avec Gilles Perrault et Francesco Tristano, 65 minutes[21]
- 2017 : Jura, enracinés à leur terre, 78 minutes[22],[23]
- 2021 : Pomme de discorde – alerte pesticide
- 2024 : avec l'assistante de production Chloé Frammery figure complotiste genevoise :  Film COVID : Totalitarisme helvétique ?![11],[24]

### Écrit
- Daniel Künzi et Thérèse Obrecht, « Requiem pour une violoniste », dans Geneviève Piron (dir.), Goulag. Le peuple des zeks, Genève, Musée d’ethnographie de Genève, Ville de Genève - Département des affaires culturelles, 2004, p. 143-145.